# Rattelsdorf (Turingia)
Rattelsdorf è un comune di 74 abitanti della Turingia, in Germania.
Appartiene al circondario della Saale-Holzland (targa SHK) ed è parte della comunità amministrativa (Verwaltungsgemeinschaft) di Hügelland/Täler.